# فرودگاه بین‌المللی اسلولین فیلد
فرودگاه بین‌المللی اسلولین فیلد (به انگلیسی: Sloulin Field International Airport) یک فرودگاه همگانی بهره‌برداری هوایی با کد یاتا ISN است که یک باند فرود آسفالت دارد و طول باند آن ۲۰۲۷ متر است. این فرودگاه در کشور ایالات متحده آمریکا قرار دارد و در ارتفاع ۶۰۴ متری از سطح دریا واقع شده است.

## شرکت‌های هواپیمایی و مقصدهای پروازی
As of October 2016 Delta Air Lines and United Airlines fly to مینیاپولیس and دنور, respectively. The airlines together offer five flights per day to Sloulin Field. The airport saw eleven flights per day, including nonstop service to Houston, at the height of the oil boom.
| شرکت‌های هواپیمایی | مقصدهای پروازی    |
| ----------------- | ----------------- |
| دلتا کانکشن       | مینیاپولیس−سنت پل |
| یونایتد اکسپرس    | دنور              |